# Karjalanjärvi
Karjalanjärvi är en sjö i Finland. Den ligger i kommunen Rovaniemi i landskapet Lappland, i den norra delen av landet, 700 km norr om huvudstaden Helsingfors. Karjalanjärvi ligger 174,2 meter över havet. Arean är 67,2 hektar och strandlinjen är 5,07 kilometer lång. Sjön  ingår i Kemi älvs huvudavrinningsområde. 